# Chumphon Buri (huyện)
Chumphon Buri (tiếng Thái: ชุมพลบุรี) là một huyện (amphoe) ở vùng tây bắc của tỉnh Surin, đông bắc Thái Lan.

## Lịch sử
Khu vực này trước kia là mueang Chumphon Buri đã được chuyển thành huyện trong cuộc cải cách hành chính thesaphiban khoảng năm 1900.
Ngày 22 tháng 2 năm 1938, phần phía đông của huyện đã được tách ra để lập Tha Tum, phần còn lại được lập thành một tiểu huyện (king amphoe) vào ngày 4 tháng 3 cùng năm. Ngày 20 tháng 2 năm 1953, tiểu huyện được nâng cấp thành huyện.

## Địa lý
Các huyện giáp ranh (từ phía bắc theo chiều kim đồng hồ) là: Phayakkhaphum Phisai của tỉnh Maha Sarakham, Kaset Wisai của tỉnh Roi Et, Tha Tum của tỉnh Surin, và Satuek, Khaen Dong, Khu Mueang và Phutthaisong của tỉnh Buriram.

## Hành chính
Huyện này được chia thành 9 phó huyện (tambon), các đơn vị này lại được chia ra thành 122 làng (muban). Chumphon Buri là một thị trấn (thesaban tambon) và nằm trên một phần của tambon Chumphon Buri. Có 9 Tổ chức hành chính tambon.
| STT. | Tên           | Tên Thái | Số làng | Dân số |  |
| ---- | ------------- | -------- | ------- | ------ |  |
| 1.   | Chumphon Buri | ชุมพลบุรี   | 22      | 12868  |  |
| 2.   | Na Nong Phai  | นาหนองไผ่ | 19      | 8964   |  |
| 3.   | Phrai Khla    | ไพรขลา   | 10      | 6827   |  |
| 4.   | Si Narong     | ศรีณรงค์   | 13      | 7496   |  |
| 5.   | Yawuek        | ยะวึก     | 10      | 7478   |  |
| 6.   | Mueang Bua    | เมืองบัว   | 16      | 9509   |  |
| 7.   | Sa Khut       | สระขุด    | 12      | 6515   |  |
| 8.   | Krabueang     | กระเบื้อง  | 10      | 5835   |  |
| 9.   | Nong Ruea     | หนองเรือ  | 9       | 4899   |  |